# Lucero Zamudio Cárdenas
Socióloga de la Universidad Nacional de Colombia, se graduó en 1969 y dedicó su vida a la investigación, en temas como nupcialidad, aborto en ciencias sociales. Se especializó en Estudios políticos en la Universidad Nacional de Colombia en 1971 y después obtuvo su título como Magíster en la Facultad de Estudios Interdisciplinarios de la Universidad Javeriana en 1977. Desde 1981 trabajó como decana de la Facultad de Trabajo Social, de la Universidad Externado de Colombia 1981 pero desde 1998 inició el proyecto de ampliar la facultad agregaron los pregrados de Historia, Sociología, Antropología, Geografía, Psicología y Filosofía al programa de Trabajo social, y se pasó a llamar Facultad de Ciencias Sociales y Humanas en 2002 cuando abrió los nuevos programas. También ocupó el cargo de Decana de la Facultad de Estudios del Patrimonio Cultural. Fue fundadora y directora del Centro de Investigaciones sobre dinámica Social – CIDS - y fue profesora de la Universidad Nacional de Colombia desde 1977. También fue miembro principal del Consejo Directivo de la Universidad Externado de Colombia.
Uno de sus temas de investigación con mayor impacto en políticas públicas fueron los trabajos sobre aborto en Colombia, del que hay varios textos entre otros El aborto en Colombia: dinámica sociodemográfica y tensiones socioculturales . 